# Juliusz Jurczyński
Juliusz Jurczyński (ur. 19 stycznia 1889 w Bochni, zm. 2 października 1972) – polski geograf, nauczyciel geografii, działacz krajoznawczy, publicysta krajoznawczy.

## Życiorys
Ukończył geografię na Uniwersytecie Jagiellońskim i w 1915 r. został nauczycielem w szkole średniej w Krakowie.
Z Łodzią związał się w 1920 r. Był nauczycielem geografii w szkołach średnich oraz wykładał w Oddziale Wolnej Wszechnicy Polskiej w Łodzi do 1939 r.
W wojnie obronnej 1939 r. walczył jako oficer 37 pułku piechoty, a po wzięciu do niewoli był jeńcem oflagu w Woldenbergu (obecnie Dobiegniew).
W 1945 r. był aktywnym współorganizatorem katedry geografii powstającego wówczas Uniwersytetu Łódzkiego. Do przejścia na emeryturę w 1959 r. pracował na UŁ jako adiunkt i zastępca profesora.
Był działaczem wielu towarzystw polskich i zagranicznych: członkiem Polskiego Towarzystwa Tatrzańskiego PTK został zapewne jeszcze w Krakowie, a z pewnością od powstania Oddziału PTT w Łodzi w 1921 r. był członkiem Towarzystwa w Oddziale Łódzkim. Do 1939, z krótką przerwą, był członkiem Zarządu i wiceprezesem tego Oddziału. Był też członkiem Polskiego Towarzystwa Krajoznawczego PTK i Polskiego Towarzystwa Geologicznego.
W 1922 r. wspólnie z Eugeniuszem Romerem wydał "Atlas krajoznawczy województwa łódzkiego". Był też autorem pierwszej mapy ściennej województwa łódzkiego. Był autorem artykułów w prasie specjalistycznej, redaktorem "Czasopisma Geograficznego", autorem podręczników geografii.
Niestrudzony organizator wycieczek szkolnych.
Zmarł w 1972, pochowany na cmentarzu na Dołach w Łodzi.
Jedna z ulic osiedla mieszkaniowego Widzew-Wschód w Łodzi została nazwana jego imieniem.